# Amincha Airport
Amincha Airport är en flygplats i Chile.   Den ligger i provinsen Provincia de Curicó och regionen Región del Maule, i den södra delen av landet, 160 km söder om huvudstaden Santiago de Chile. Amincha Airport ligger 330 meter över havet.
Terrängen runt Amincha Airport är huvudsakligen platt, men åt nordväst är den kuperad. Runt Amincha Airport är det glesbefolkat, med 17 invånare per kvadratkilometer.. Närmaste större samhälle är Curicó, 18,2 km sydväst om Amincha Airport. 
Trakten runt Amincha Airport består till största delen av jordbruksmark.